# 東光里 (臺南市東區)
東光里為中華民國臺南市東區轄下之一里，位於東區北部，因東光國小而得名，以中華東路一段、東寧路、東興路、凱旋路、後甲國中及東平路為界。

## 教育

### 國民小學
東光國小

## 臺南紡織後甲總廠開發案
位於原臺南紡織後甲總廠，已於2011年12月2日動土，預計2012年4月動工，第一期將於2014年7月開幕，屆時將成為臺南最大的購物中心。

## 資料來源
- 臺南市東區區公所 各里簡介 東光里
- 臺南市東區區公所 各里簡介 臺南市東區行政區域圖